# Deleni (Constanța)
Pour les articles homonymes, voir Deleni.
Deleni est une commune du județ de Constanța en Roumanie.